# Альбатрос (проект дирижабля)
«Альбатро́с» — проект дирижабля ОКБ Антонова.

## Описание
Под руководством Р. А. Гохмана коллектив ОКБВ разработал эскизный проект жёсткого стеклопластикового дирижабля Д-1 (длина — 84 м, диаметр — 25 м, грузоподъёмность — 14 т) и аванпроект его более тяжёлой версии Д-4 (длина — 168 м, диаметр — 50 м, грузоподъёмность — 120 т). Проекты были забракованы «по экономическим соображениям». В конце 1980-х руководителем ОКБВ, а затем и начальником отдела аэростатических летательных аппаратов стал М. Я. Арие. Возглавленный им отдел, работая по договору с «Главтюменьгеологией», успешно выполнил предэскизный проект комбинированного дирижабля для транспортно-монтажных операций ДК-1В (длина — 115 м, диаметр — 30 м, грузоподъёмность — 15 т). Новаторство идеи заключалось в том, что ради обеспечения автономной работы дирижабля в отрыве от наземной бригады обслуживания, в его конструкции был предусмотрен двигатель вертолёта Ми-8 с усовершенствованным несущим винтом.

## История
Во второй половине XX века проекты дирижаблей создавались энтузиастами в Ленинграде, Свердловске, Москве, Львове и других городах СССР, однако дальше теоретических выкладок дело в основном не шло. Так продолжалось до тех пор, пока в конце 1960-х не было создано Киевское общественное конструкторское бюро по воздухоплаванию (ОКБВ), открытое при ОКБ О. К. Антонова энтузиастом воздухоплавания Р. А. Гохманом. Первыми конструкторами Киевского ОКБВ стали А. А. Александров, М. Я. Арие, Ю. Ф. Белоус, А. Н. Броцкий, Г. А. Ван Фо Фы, В. М. Голуб, А. Н. Данильченко, Э. К. Демерташ, Б. И. Козленко, П. А. Малышко, М. Р. Сахно, В. И. Цариковский, В. Ф. Цветков, В. Я. Янченко, все они являлись работниками конструкторского бюро. Со временем к работам молодого дирижаблестроительного ОКБВ проявили интерес Б. Е. Патон и В. М. Глушков, которые в разные годы принимали участие в разработке новых проектов. Позднее в работу вовлекались ЦАГИ, ОКБ Миля, СибНИА, Комитет по нормам лётной годности при Совете Министров СССР, Госплан, Госстрой, Генеральный штаб, Министерство энергетики и электрификации, Институт комплексных транспортных проблем и Академия наук Украины.
В 1974—1975 ОКБВ предложило проект так называемой системы аэростатической транспортировки топлива (САТТ), которая предназначалась для перевозки газообразного топлива с уренгойских месторождений в европейскую часть СССР. Материалы по системе аэростатической транспортировки топлива были направлены на рассмотрение в Госплан, итогом которого стало официальное заключение: рекомендовать проектирование и постройку «топливных» дирижаблей; однако в Министерстве авиационной промышленности СССР против проекта выступил министр П. В. Дементьев.
После развала Союза ССР в 1992 финансирование из бюджета по статье «новая техника» было прекращено, и работы по новому проекту прервались. В эти же годы для омского АНТК «Крыло» киевскими авиаконструкторами прорабатывался проект комбинированного дирижабля, представлявшего собой газонаполненное аэростатически разгруженное летающее крыло. Но и этот проект остался незавершённым, так как в 1993 официальная деятельность дирижаблестроительного ОКБВ по экономическим причинам была приостановлена.